# Луїс Мартін
Луїс Мартін Гарсіа ТІ (ісп. Luis Martín García; 19 серпня 1846, Мельгар-де-Фернаменталь — 18 квітня 1906, Рим) — іспанський єзуїт, двадцять четвертий Генерал Товариства Ісуса.

## Життєпис
Народився в маленькому місті Мельгар-де-Фернаменталь, провінція Бургос (Іспанія). Луїс був третім з шести дітей у скромній родині. Початкову освіту здобув у рідному містечку, потім вступив до семінарії в Бургосі. 13 жовтня 1864 році вступив до Товариства Ісуса. У 1868 році в Іспанії відбулася революція, королева Ізабелла II втекла з країни. Регент Франсиско Серрано був критично налаштований проти церкви і вигнав єзуїтів з країни. Луїс був змушений втекти до Франції, де довгий час вивчав філософію і богослов'я. 24 вересня 1876 року був висвячений на священика. В 1880 році єзуїтів вигнали із Франції, але реставрація монархії в Іспанії дозволила іспанським єзуїтам повернутися на батьківщину. Після повернення Мартін був призначений ректором семінарії в Саламанці. Згодом він був головним редактором католицького часопису, працював в єзуїтському університеті Деусто (Більбао).
В 1886 призначений провінційним настоятелем кастильської провінції. На цій посаді прикладав великі зусилля, щоб згладити політичні суперечності, які роздирали як іспанське суспільство, так і єзуїтів країни.

## Генерал Товариства Ісуса
В 1892 році генерал ордену Антон Андерледі викликав Мартіна в Рим. Після смерті Андерледі в тому самому році Мартін був призначений генеральним вікарієм. Політичні напруження між Католицькою Церквою і відновленим Королівством Італія унеможливили проведення Генеральної конгрегації єзуїтів у Римі. Мартін домігся у папи Льва XIII дозволу провести її в Аспейтії, батьківщині Ігнатій Лойоли. Ця конгрегація стала єдиною в історії єзуїтів, що пройшла за межами Італії. Конгрегація відкрилася 24 вересня 1892 року. Луїс Мартін був обраний більшістю голосів (42 з 70) і 2 жовтня проголошений новим генералом ордену.
У період керівництва Луїса Мартіна, головною проблемою для єзуїтів були складні відносини з урядами багатьох європейських держав, до яких тепер долучилася знову утворена Італія. Мартін висловлював повну підтримку папі Льву XIII і папі Пію X, чий статус після ліквідації Папської держави залишався неврегульованим. При Луїсі Мартіні курія єзуїтів знову перемістилася з Ф'єзоле в Рим (1895 рік).
Після виходу у світ енцикліки Rerum Novarum, яка базувалася на принципах християнської демократії, Мартін підкреслював велике значення участі єзуїтів в соціальному русі. Розвивалося місійна діяльність Товариства, були засновані нові місіонерські пункти на Ямайці і в Південній Америці. У 1888 році був канонізований і оголошений покровителем африканців єзуїт-місіонер Петро Клавер. Особливу увагу Луїс Мартін приділив історії Товариства Ісуса. У Мадриді і Римі був виданий фундаментальний збірник документів і текстів, що описував історію Товариства «Monumenta Historica Societatis Iesu». Луїс Мартін написав декілька теологічних праць. За період з 1892 по 1906 рік число єзуїтів зросло з 13 274 до 15 661 осіб.
Помер 18 квітня 1906 року в Римі.